# Рагби 13 репрезентација Босне и Херцеговине
Рагби 13 репрезентација Босне и Херцеговине представља Босну и Херцеговину  у екипном, колизионом спорту, рагбију 13.
Рагби 13 репрезентација Босне и Херцеговине је тренутно 43. на светској рагби 13 ранг листи. Боје дреса, шорца и чарапа су жута и плава.
Рагби 13 репрезентација Босне и Херцеговине је учесник Балканског купа,, а до сада није учествовала, на Светском купу.
Босна и Херцеговина је до сада једном играла против Србије у рагбију 13 и БиХ је изгубила. Утакмица је одиграна у граду Витез, у централном делу Босне и Херцеговине.

## Историја рагбија 13 у Босни и Херцеговини
Рагби 13 се појавио у Босни и Херцеговини 2014.
Прву историјску утакмицу, тринаестичари Босне и Херцеговине су одиграли у Богородичином граду Београду, престоници Србије, против селекције Грчке у октобру 2014. Резултат је тада био убедљивих 4-58 за Грчку.
Највећу победу Босанци и Херцеговци су остварили над Мађарском, 32-6, у Србији, 19.10.2014.
Најтежи пораз у рагбију 13, Босанци и Херцеговци су доживели, од Грка, 4-58, у Србији, јесењи Господње 2014.

### Учинак рагби 13 репрезентације Босне и Херцеговине
| Противник | Одиграно утакмица | Победа БиХ | Нерешено | Пораз БиХ |
| --------- | ----------------- | ---------- | -------- | --------- |
| Грчка     | 1                 | 0          | 0        | 1         |
| Мађарска  | 1                 | 1          | 0        | 0         |
| Србија    | 1                 | 0          | 0        | 1         |

| Одиграно утакмица | Победа БиХ | Нерешено | Пораз БиХ |
| ----------------- | ---------- | -------- | --------- |
| 3                 | 1          | 0        | 2         |

### Резултати рагби 13 репрезентације Босне и Херцеговине
- Босна и Херцеговина  - Грчка  4-58, Београд, 17.10.2014.
- Мађарска  - Босна и Херцеговина  6-32, Београд, 19.10.2014.
- Босна и Херцеговина  - Србија  4-50, Витез, 6.6.2021.

## Тренутни састав рагби 13 репрезентације Босне и Херцеговине
- Тони Шарић
- Тино Шарић
- Марко Бановић
- Лазар Каралић
- Стјепан Крижанац
- Фадил Спахић
- Борис Слијепчевић